# Magnistipula conrauana
Magnistipula conrauana là một loài thực vật có hoa trong họ Cám. Loài này được Engl. mô tả khoa học đầu tiên năm 1905.